# پاول خاداسویچ
پاول خاداسویچ (انگلیسی: Pavel Khadasevich؛ زادهٔ ۱۶ ژوئیهٔ ۱۹۹۳) وزنه‌بردار اهل بلاروس است.
وی در مسابقات کشوری و بین‌المللی در مجموع برندهٔ ۱ مدال نقره شده‌است.